# Chelsea (americká hudební skupina)
Chelsea byla americká rocková skupina, existující v letech 1968–1971. V roce 1970 skupina vydala své jediné album Chelsea. Producentem alba byl Lewis Merenstein a podílel se na něm například velšský hudebník a producentům tehdejší častý spolupracovník John Cale. Album vydala společnost MCA Records. Skupina se rozpadla během nahrávání svého druhého alba. Peter Criss, jeden z jejích členů, byl později členem skupiny Kiss.

## Diskografie
- Chelsea (1970)